# 세푸타르 인도네시아
《세푸타르 인도네시아》(인도네시아어: Seputar Indonesia)는 RCTI에서 방송되는 인도네시아의 뉴스 프로그램이다.